# Russische militaire begraafplaats in Woltersdorf
De Russische militaire begraafplaats in Woltersdorf is een militaire begraafplaats in Brandenburg, Duitsland. Op de begraafplaats liggen omgekomen Russische militairen en dwangarbeiders uit de Tweede Wereldoorlog.

## Begraafplaats
Vrijwel alle militairen en dwangarbeiders kwamen aan het einde van de oorlog om het leven. De begraafplaats bevat een centraal gelegen monument, dat herinnert aan de slachtoffers. Er liggen zesendertig omgekomen Russische militairen en dertien vermoedelijk Poolse dwangarbeiders.